# Склеротом
Склеротом (от др.-греч. skleros — «твёрдый, жёсткий» и tome — «разрез, отрезок») — зачаток скелета, образующийся из нижней внутренней части первичного сегмента (сомита) у зародышей хордовых животных (в том числе у человека).
Склеротом представляет собой скелетогенную мезенхиму, которая в процессе развития зародыша выделяется из сомита, окружает хорду и нервную трубку, образует хрящевой и костный скелет: позвоночник, череп, рёбра, грудину, а у рыб — и плавники.